# مراد إسماعيل (لاعب كرة قدم)
مراد إسماعيل (مواليد 15 ديسمبر 1982) لاعب كرة قدم فلسطيني، يلعب حالياً مع نادي الوحدات؛ و يحمل الرقم 20 بعد اعتزال اللاعب محمد جرار جمال الذي كان يحمل الرقم 20 و يلعب في نفس الموقع (لاعب ارتكاز: وسط دفاع).

## روابط خارجية
- مراد إسماعيل على موقع قاعدة بيانات كرة القدم.إي يو (الإنجليزية)
- مراد إسماعيل على موقع ناشيونال فوتبول تيمز (الإنجليزية)
- مراد إسماعيل على موقع Soccerway.com (الإنجليزية)